# Gasthaus Sonne (Lauffen am Neckar)

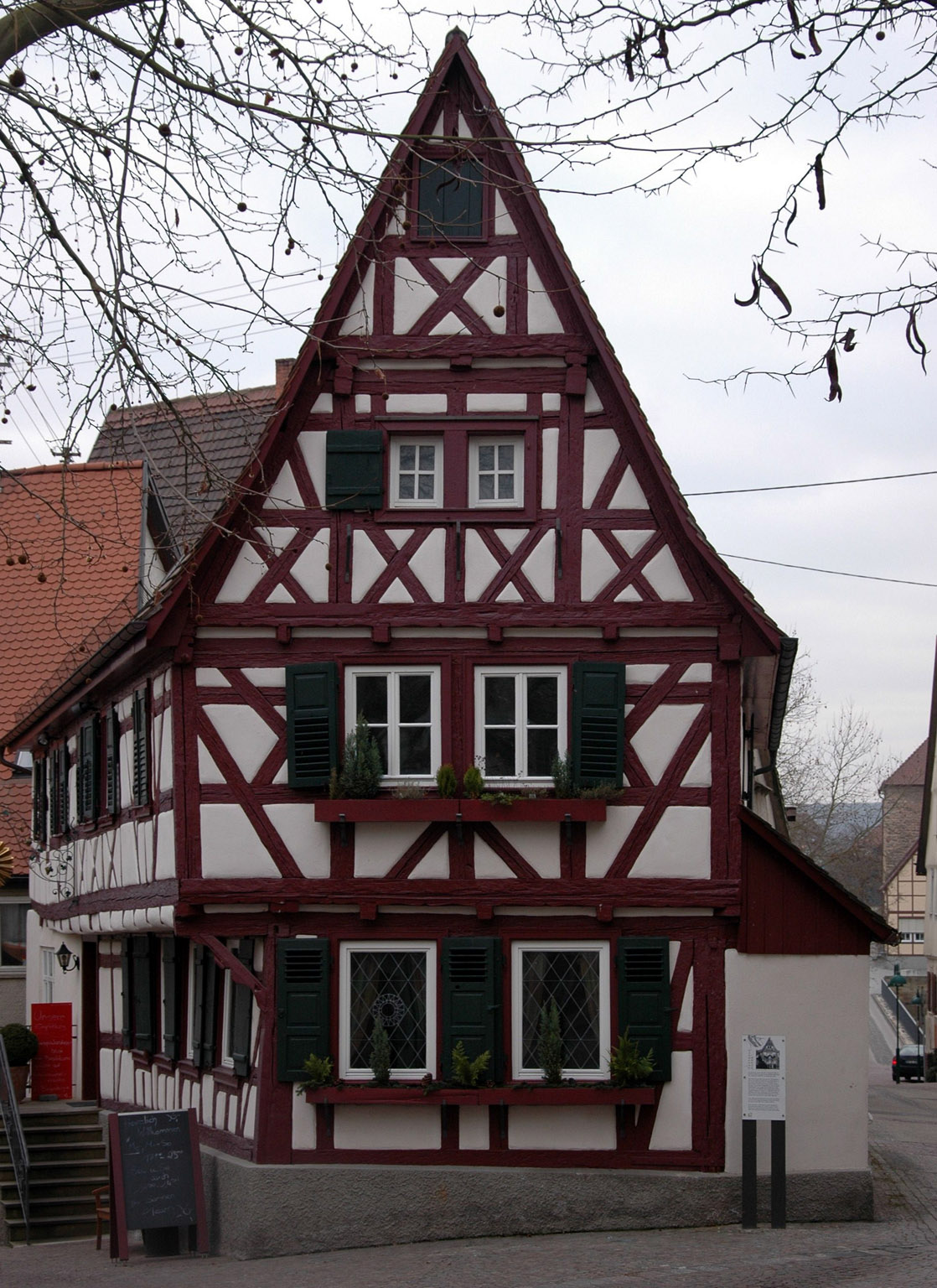
Gasthaus Sonne in Lauffen am Neckar

Das Gasthaus Sonne in Lauffen am Neckar im Landkreis Heilbronn im nördlichen Baden-Württemberg ist ein historisches Fachwerkgebäude, dessen älteste Teile wohl aus dem späten 15. Jahrhundert stammen. Ein Gasthaus befindet sich seit 1861 in dem Gebäude.

## Geschichte

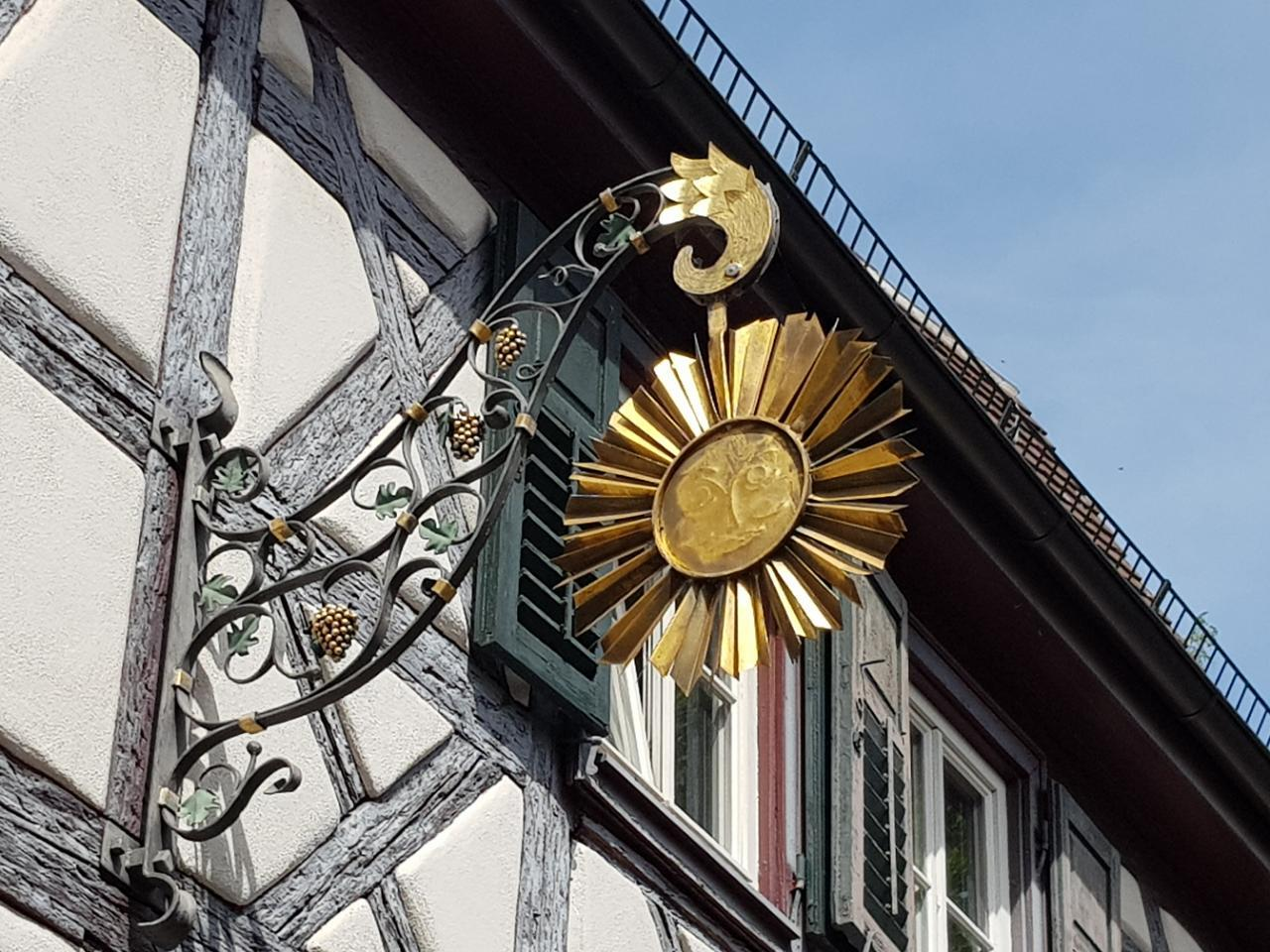
Wirtshausschild

Die Bebauung dieses Bereichs des Lauffener Städtles zwischen der Lauffener Burg und dem mittelalterlichen Altstadtbereich begann ab 1474 nach dem Bau der Neckarbrücke. Das schmale Fachwerkgebäude des heutigen Gasthauses Sonne entstand 1677 auf einem älteren Gewölbekeller. Einkerbungen und Wiedlöcher im Holzgebälk lassen darauf schließen, dass das benötigte Bauholz nach Lauffen geflößt wurde. Der Name Sonne für das Gasthaus wurde 1861 von einem geschlossenen älteren, auf der anderen Neckarseite (in der Sonnengasse) befindlichen Gasthaus übernommen. 2004 erwarb die Weingärtnergenossenschaft Lauffen das stadtbildprägende Gebäude und sanierte es mit finanzieller Unterstützung durch die Stadt.
Vor dem Haus in der Heilbronner Straße wurden bei Kanalisationsarbeiten Mauerfundamente entdeckt. Dabei wurden auch Keramiken und ein Sandsteinmörser aus dem späten Mittelalter gefunden. Die Fundamente sind wohl die Reste eines zerstörten Kellers. Dies könnte darauf hindeuten, dass dieser Straßenabschnitt erst beim Bau der Neckarbrücke 1474 angelegt wurde.